# San Juanito (Chihuahua)
San Juanito es una población del estado mexicano de Chihuahua, situada en el punto más elevado de la Sierra Madre Occidental, en el municipio de Bocoyna del que es la mayor población.
San Juanito tuvo su origen como una estación del Ferrocarril Chihuahua al Pacífico, su principal desarrollo se debió a ser centro de embarque de madera, procedente de los aserraderos que se dedicaban a la explotación forestal de la Sierra. Aunque la industria forestal ha decrecido notablemente, San Juanito se convirtió en el centro económico del municipio de Bocoyna, asiento de comercios, oficinas públicas y escuelas, en él se concentran los principales servicios públicos del municipio.
Tiene un clima típico de las regiones boscosas. Los inviernos son muy fríos, con copiosas nevadas y las temperaturas suelen llegar a los -20 °C; los veranos son templados. A diferencia de la cercana Creel, que es una población más dedicada al turismo, San Juanito está más orientado a la economía regional, proveyendo los servicios básicos para la actividad turística.
En la actualidad San Juanito, trata de convertir su economía, que se mantenía por la industria maderera, a una economía que se mantenga con el turismo, esto con la reciente creación de la presa Situriachi (2004), que es una de las más visitadas en el estado.

## Clima
El clima de San Juanito es frío subhúmedo como en toda la zona sierra. El verano es templado y lluvioso, mientras que el invierno es frío con frecuentes nevadas. En los meses de junio a agosto, la precipitación es superior a los 700 mm y las nevadas caen principalmente de diciembre a febrero.
| Parámetros climáticos promedio de San Juanito               | Parámetros climáticos promedio de San Juanito | Parámetros climáticos promedio de San Juanito | Parámetros climáticos promedio de San Juanito | Parámetros climáticos promedio de San Juanito | Parámetros climáticos promedio de San Juanito | Parámetros climáticos promedio de San Juanito | Parámetros climáticos promedio de San Juanito | Parámetros climáticos promedio de San Juanito | Parámetros climáticos promedio de San Juanito | Parámetros climáticos promedio de San Juanito | Parámetros climáticos promedio de San Juanito | Parámetros climáticos promedio de San Juanito | Parámetros climáticos promedio de San Juanito |
| Mes                                                         | Ene.                                          | Feb.                                          | Mar.                                          | Abr.                                          | May.                                          | Jun.                                          | Jul.                                          | Ago.                                          | Sep.                                          | Oct.                                          | Nov.                                          | Dic.                                          | Anual                                         |
| ----------------------------------------------------------- | --------------------------------------------- | --------------------------------------------- | --------------------------------------------- | --------------------------------------------- | --------------------------------------------- | --------------------------------------------- | --------------------------------------------- | --------------------------------------------- | --------------------------------------------- | --------------------------------------------- | --------------------------------------------- | --------------------------------------------- | --------------------------------------------- |
| Temp. máx. abs. (°C)                                        | 24.0                                          | 25.0                                          | 26.0                                          | 29.0                                          | 31.0                                          | 34.0                                          | 36.0                                          | 32.0                                          | 29.0                                          | 27.0                                          | 25.0                                          | 24.0                                          | 36.0                                          |
| Temp. máx. media (°C)                                       | 13.2                                          | 14.1                                          | 16.5                                          | 20.1                                          | 22.7                                          | 25.5                                          | 24.1                                          | 23.5                                          | 22.3                                          | 19.8                                          | 16.6                                          | 14.0                                          | 19.4                                          |
| Temp. media (°C)                                            | 3.3                                           | 4.0                                           | 6.2                                           | 9.1                                           | 11.8                                          | 15.7                                          | 17.0                                          | 16.4                                          | 14.8                                          | 10.6                                          | 6.3                                           | 3.9                                           | 9.9                                           |
| Temp. mín. media (°C)                                       | -6.5                                          | -6.2                                          | -4.2                                          | -1.9                                          | 0.9                                           | 5.9                                           | 9.8                                           | 9.4                                           | 7.3                                           | 1.3                                           | -4.0                                          | -6.2                                          | 0.5                                           |
| Temp. mín. abs. (°C)                                        | -24.0                                         | -24.0                                         | -18.0                                         | -13.0                                         | -9.0                                          | -3.0                                          | 1.0                                           | 0.6                                           | -3.0                                          | -10.0                                         | -14.0                                         | -21.0                                         | -24.0                                         |
| Precipitación total (mm)                                    | 43.0                                          | 26.8                                          | 17.2                                          | 13.9                                          | 20.2                                          | 64.6                                          | 166.4                                         | 148.2                                         | 116.9                                         | 47.6                                          | 25.5                                          | 42.8                                          | 734.1                                         |
| Fuente: Servicio Meteorológico Nacional 29 de julio de 2022 |                                               |                                               |                                               |                                               |                                               |                                               |                                               |                                               |                                               |                                               |                                               |                                               |                                               |